# Aktion fred
|  | Denne artikel er oprettet af botten Steenthbot ud fra en ekstern database. Den kan derfor have sproglige fejl eller mangler. Denne skabelon kan fjernes efter kontrol af indholdet. |

Aktion fred er en dansk dokumentarfilm fra 1982.

## Handling
En film fra Forsvarets Oplysnings- og Velfærdstjeneste om AMF (The Allied Command Europe Mobile Force) - Nato's krisestyrke.